# Fernando de Abreu
Fernando Augusto de Abreu Ferreira, meglio noto solo come Fernando De Abreu (San Paolo, 3 ottobre 1984), è un ex calciatore brasiliano, di ruolo difensore.